# Tagmersheim
Tagmersheim település Németországban, azon belül Bajorországban. Lakosainak száma 1117 fő (2023. december 31.). Tagmersheim Rögling, Mörnsheim, Rennertshofen, Marxheim, Daiting és Monheim községekkel határos.

## Népesség
A település népessége az elmúlt években az alábbi módon változott:
| Lakosok száma | 620  | 997  | 959  | 1025 | 1058 | 1069 | 1091 | 1095 | 1128 | 1117 |
|               | 1875 | 1950 | 1975 | 1987 | 2012 | 2014 | 2016 | 2017 | 2021 | 2023 |